# Длиннохоботницы
Длиннохоботницы (лат. Nemestrinidae) — семейство насекомых из отряда двукрылых, родственное шаровкам (Acroceridae).

## Описание
Семейство включает средних и крупных мух (12—20 мм). Тело, часто, покрыто густым опушением, что делает их похожими на некоторых пчелиных. Голова округлая, глаза занимают большую часть головы. Глаза, обычно, у обоих полов не соприкасаются. На теменном бугорке располагаются три простых глазка. Хоботок может быть длинным, в несколько раз длиннее тела, или у некоторых видов редуцированым. Жилкование в вершинной части крыла сетчатое, ветви жилок R и M идут более или менее параллельно и слегка сходятся к вершине крыла. Имеется сложная «диагональная» жилка, которая идёт от основания Rs к общему месту впадения CuA1+M3. Брюшко обычно шире груди.

## Биология
Личинки — эндопаразиты саранчёвых (подсемейство Trichopsideinae) и личинок пластинчатых жуков (виды рода Hirmoneura). Развитие некоторых видов происходит с гиперметаморфозом. Самки откладывают до 5 тысяч яиц, из которых вылупляются подвижные личинки типа планидий, которые активно разыскивают хозяина и, проникнув в него, линяют на питающуюся неподвижную личинку. Личинку с местом её проникновения связывает длинная респираторная трубка. Дыхательная трубка, вероятно, возобновляется с каждой линькой. Личинки четвёртого возраста, покинув хозяина, окукливаются в почве. Мухи питаются нектаром и часто зависая над цветущими растениями. В аридных регионах являются важными опылителями растений. Некоторые представители считаются важными в контроле популяции кузнечиков.

## Систематика и распространение
Семейство распространено всесветно, наиболее многочисленны в тропиках и субтропиках южного полушария. В мировой фауне известно 300 видов из 26 родов. В фауне Палеарктики отмечен 81 вид из 8 родов, Афротропической области — 54 вида из 7 родов, Индо-Малайской области — 20 видов из 5 родов, Неарктике — 6 видов из 4 родов, Неотропической области — 47 видов из 4 родов, в Австралии 55 видов из 6 родов. Семейство разделяется на шесть подсемейств, включая одно вымершее:
- † Подсемейство Archinemestrininae Rohdendorf, 1968
  - † Род Archinemestrius   Rohdendorf, 1968
  - † Род Protonemestrius  Rohdendorf, 1968
  - † Род Aenigmestrinus Mostovskii, 1998
  - † Род Mesonemestrius Q. Q. Zhang J. F. Zhang et Wang, 2017
- Подсемейство Hirmoneurinae Loew, 1860
  - Род Hirmoneura  Meigen,1820
  - † Род Prohirmoneura Handlirsch,1906
  - † Род Eohirmoneura  Rohdendorf,1968
- Подсемейств Nemestrininae Macquart, 1834
  - Род Trichophthalma Westwood, 1835
  - Род Prosoeca Schiner, 1867
  - Род Stenobasipteron  Lichtwardt, 1910
  - Род Nemestrinus Latreille,1802
  - Род Stenopteromyia  Lichtwardt, 1909
  - Род Moegistorhynchus Macquart, 1840
  - Род Palembolus Scudder, 1878
- Подсемейство Cyclopsideinae Bernardi, 1973
  - Род Cyclopsidea  Mackerras, 1925
- Подсемейство Trichopsideinae Bequaert, 1934
  - Род Fallenia Meigen, 1820
  - Род Neorhynchocephalus  Lichtwardt, 1909
  - Род Trichopsidea Westwood, 1839
- Подсемейство Atriadopsinae Bernardi, 1973
  - Род Ceyloniola Strand, 1928
  - Род Atriadops  Wandolleck, 1897
  - Род Nycterimorpha Lichtwardt, 1909
  - Род Nycterimyia  Lichtwardt, 1909
- Inserte sedis
  - † Род Ahirmoneura  K. Y. Zhang, D.Yang, et Ren, 2008
  - † Род Florinemestrius Ren, 1998

## Палеонтология
Древнейшие находки семейства были сделаны в отложениях нижней юры Германии. Также ископаемые длиннохоботницы известны из верхней юры Германии и Казахстана, нижнего мела Китая и Испании, бирманского янтаря и олигоцена США. Роды известные из палеогенового периода (Hirmoneura, Neorhynchocephalus и Prosoeca) существуют в современной фауне. Два вымерших рода Rhagionemestrius  Usachev, 1968 и Sinonemestrius   Hong et Wang, 1990, включавшихся в Nemestrinidae, выделены в отдельное семейство Rhagionemestriidae Usachev, 1968